# ANS Pivani Baku
ANS Pivani Baku – azerski klub piłkarski, mający siedzibę w stolicy kraju, mieście Baku, działający w latach 1992–2000.

## Historia
Chronologia nazw:
- 1992: Nicat Maştağa
- 1994: Bakı Fəhləsi Maştağa
- 1995: Bakı Fəhləsi
- 1999: ANS Pivani Bakı
- 2000: klub rozwiązano

Klub sportowy Nicat FK został założony w miejscowości Maştağa w 1992 roku. W sezonie 1993 zespół wziął udział w drugich mistrzostwach Azerbejdżanu. Debiutowy sezon w Yüksək Liqa zakończył na 7.miejscu w grupie A. W 1994 roku zmienił nazwę na Bakı Fəhləsi Maştağa, a w 1995 przeniósł się do stolicy, przyjmując nazwę Bakı Fəhləsi. W sezonie 1997/98 zajął piątą lokatę w najwyższej lidze, a potem przystąpił do międzynarodowych rozgrywek Pucharu Intertoto. W 1999 ponownie był piątym w lidze. W sezonie 1999/2000 z nową nazwą ANS Pivani po raz trzeci zajął piąte miejsce w Yüksək Liqa. Ale zrezygnował z dalszych rozgrywek i został rozwiązany.

## Barwy klubowe, strój
|  |  |

Klub ma barwy zielono-czerwone. Strój jest nieznany.

## Sukcesy

### Trofea międzynarodowe
| \| \| Zdobyte trofea w rozgrywkach międzynarodowych (stan na: 31-05-2019) \| |                                                                     |      |          |
| Rozgrywki                                                                    | Osiągnięcie                                                         | Razy | Sezon(y) |
| · Liga Mistrzów · (Puchar Europy)                                            | zdobywca                                                            | 0    |          |
| · Liga Mistrzów · (Puchar Europy)                                            | finalista                                                           | 0    |          |
| · Liga Europy · (Puchar UEFA)                                                | zdobywca                                                            | 0    |          |
| · Liga Europy · (Puchar UEFA)                                                | finalista                                                           | 0    |          |
| · Puchar Intertoto                                                           | zdobywca                                                            | 0    |          |
| · Puchar Intertoto                                                           | finalista                                                           | 0    |          |
| · Puchar Intertoto                                                           | 1/16 finału                                                         | 1    | 1998     |
| FIFA                                                                         | Zdobyte trofea w rozgrywkach międzynarodowych (stan na: 31-05-2019) |      |          |

### Trofea krajowe
| \| \| Zdobyte trofea w rozgrywkach Azerbejdżanu (stan na: 31-05-2019) \| |                                                                 |      |                           |
| Rozgrywki                                                                | Osiągnięcie                                                     | Razy | Sezon(y)                  |
| Mistrzostwo                                                              | I miejsce                                                       | 0    |                           |
| Mistrzostwo                                                              | II miejsce                                                      | 0    |                           |
| Mistrzostwo                                                              | III miejsce                                                     | 0    |                           |
| Mistrzostwo                                                              | 5.miejsce                                                       | 3    | 1997/98, 1998/99, 1999/00 |
| Puchar                                                                   | zdobywca                                                        | 0    |                           |
| Puchar                                                                   | finalista                                                       | 0    |                           |
| Puchar                                                                   | półfinalista                                                    | 1    | 1995/96                   |
| II liga                                                                  | I miejsce                                                       | 0    |                           |
| II liga                                                                  | II miejsce                                                      | 0    |                           |
| II liga                                                                  | III miejsce                                                     | 0    |                           |
| Azerbejdżan                                                              | Zdobyte trofea w rozgrywkach Azerbejdżanu (stan na: 31-05-2019) |      |                           |

## Poszczególne sezony

### Rozgrywki międzynarodowe

#### Europejskie puchary
Legenda do wszystkich tabel:
- Q – runda eliminacyjna, 1/16, 1/8, 1/4, 1/2 – odpowiednia faza rozgrywek, Grupa – runda grupowa, 1r gr – pierwsza runda grupowa, 2r gr – druga runda grupowa, F – finał, R – runda, PO – play-off
- k. – rzuty karne, los. – losowanie, Dogr. – dogrywka, w. – zasada bramek strzelonych na wyjeździe

| Sezon | Rozgrywki        | Runda | Przeciwnik    | Dom | Wyjazd     | Ogólnie |
| ----- | ---------------- | ----- | ------------- | --- | ---------- | ------- |
| 1998  | Puchar Intertoto | 1R    | Inkaras Kowno | 1–0 | 0–1, k.4:5 | 1–1     |

### Rozgrywki krajowe
| \| Azerbejdżan \| Bilans występów klubu w rozgrywkach piłkarskich Azerbejdżanu (Stan na 31 maja 2019 r.) \| \| |                                                                                        |        |       |   |   |   |    |    |     |           |        |        |      |
| Poziom | Rozgrywki                                                                              | Sezony | Mecze | Z | R | P | B+ | B– | Pkt | Lata      | Awanse | Spadki | Naj. |
| I | Yüksək Liqa                                                                            | 8      |       |   |   |   |    |    |     | 1993–2000 | 0      | 0      | 5    |
| II | Birinci Dəstə                                                                          | 0      |       |   |   |   |    |    |     |           | 0      | 0      |      |
| | Puchar Azerbejdżanu                                                                    | 7      |       |   |   |   |    |    |     | 1993–2000 | 0      | 0      | 1/2  |
| Azerbejdżan | Bilans występów klubu w rozgrywkach piłkarskich Azerbejdżanu (Stan na 31 maja 2019 r.) |        |       |   |   |   |    |    |     |           |        |        |      |

## Struktura klubu

### Stadion
Klub piłkarski rozgrywa swoje mecze domowe na stadionie im. İsməta Qayıbova w Baku o pojemności 5000 widzów.

## Kibice i rywalizacja z innymi klubami

### Derby
- Azəri Baku
- Bakılı Baku
- Dinamo Baku
- Fərid Baku
- İnşaatçı Baku
- Neftçi PFK
- Neftqaz-GNKAR Baku
- OIK Baku
- Şəfa Baku
- Tərəqqi Baku
- Xəzər Universiteti Baku